# フランクフォート (ケンタッキー州)
フランクフォート（Frankfort）は、アメリカ合衆国ケンタッキー州の州都。同州中央部、州第2の都市レキシントンの北西約35kmの郊外に位置し、レキシントン都市圏に含まれる。人口は2万8602人（2020年）。都市圏全体の人口は約50万人である。

## 歴史

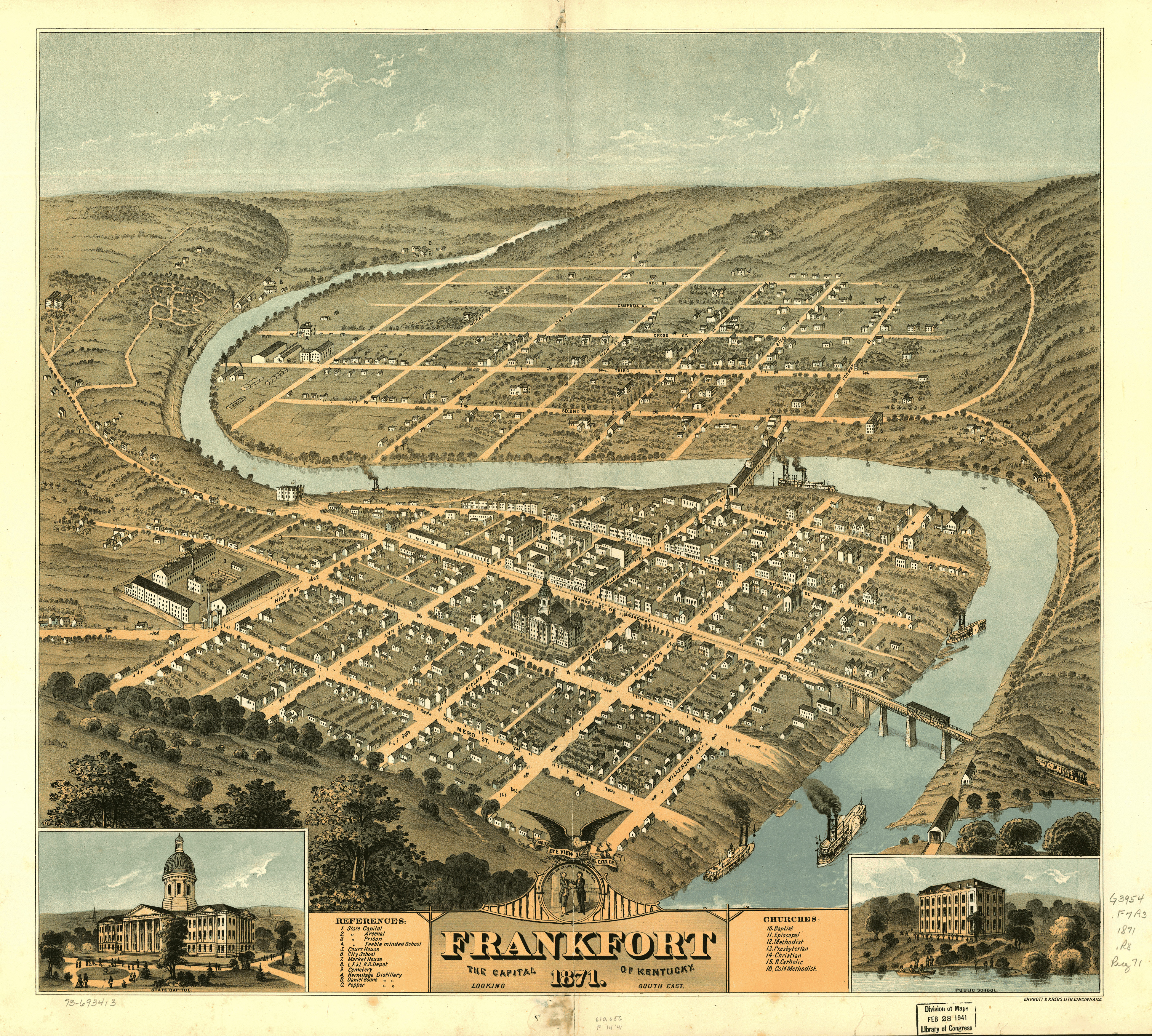
1871年頃のフランクフォート

1786年にバージニア植民地内、ケンタッキー川の河岸にジェームス・ウィルキンソン将軍が260エーカーの土地を購入し、町が建設された。当初はミシシッピ川からニューオーリンズを経てスペイン領に通ずる拠点にしようという計画があったが、失敗に終わり、ウィルキンソン将軍はメキシコへ逃亡した。
1792年6月1日にケンタッキー州がバージニア州から分離し、連邦15番目の州に昇格した。同年12月5日にフランクフォートはケンタッキー州の州都と定められた。ケンタッキー州会議事堂の庁舎は1794年に完成した。
19世紀初頭にはフランクフォートの人口は628人を数え、レキシントンに次ぐ州第2の都市となった。人口は1810年には1,099人に、1860年には3,702人へと増加した。
ケンタッキー川の存在もまた、フランクフォートにおける産業の発展の上で重要であった。ケンタッキー川はオハイオ川、ひいてはミシシッピ川へと通じ、地域一帯の被服や農業機械など各種工業製品を運ぶ水上交通の要となった。19世紀には、フランクフォートはケンタッキー州中央部の交通の拠点であった。やがて道路が開通し、1840年代には鉄道が開通、さらなる市の成長を促した。
南北戦争中、わずかの間フランクフォートは南軍に支配された。戦後、社会不安と政情不安定により、フランクフォートは苦難に直面することになった。しかし次第に治安も回復し、産業も復活、1900年には人口は9,487人に増加した。
20世紀に入っても市はゆっくりと成長を続けた。1910-1920年代には市内でいくつかの建築プロジェクトが進められた。1960年代、アメリカ合衆国内の多くの主要都市同様、フランクフォートは市の再開発を進めた。2000年の人口は27,741人である。

## 地理

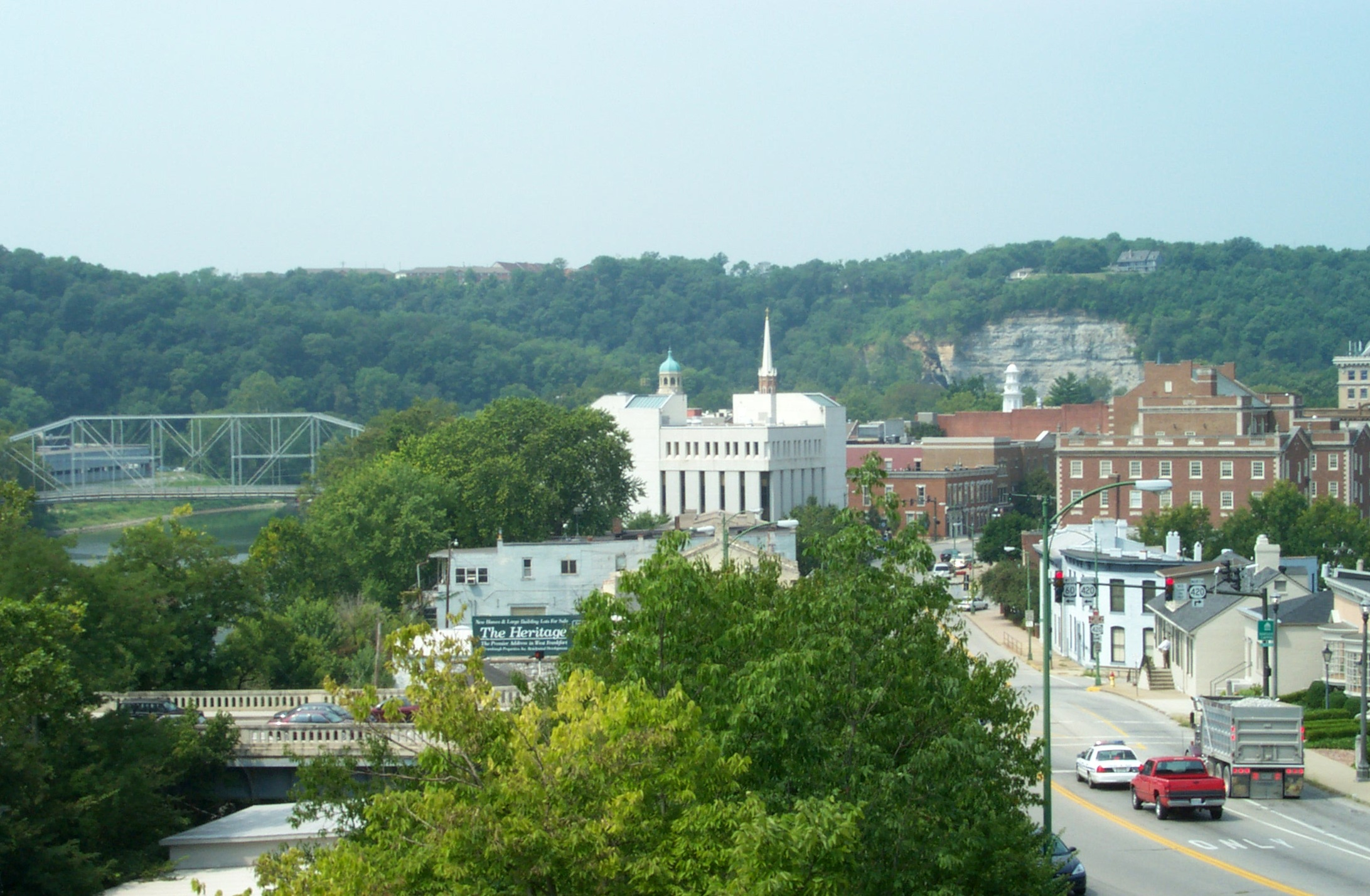
フランクフォート遠望

フランクフォートは、北緯38度11分50秒 西経84度51分47秒 / 北緯38.19722度 西経84.86306度（38.197274, -84.863110）、ケンタッキー州中央部のブルーグラス地方に位置している。
アメリカ合衆国統計局によると、フランクフォート市は総面積38.9 km2 (15.0 mi2) である。このうち38.2 km² (14.7 mi²) が陸地で0.7 km² (0.3 mi²) が水地域である。総面積の1.87%が水地域となっている。

## 交通
フランクフォートを含むレキシントン大都市圏の玄関口となる空港はブルーグラス空港である。フランクフォートにもキャピタル・シティ空港があるが、規模が小さく便数も少ない。このほか、さらに規模の大きい空港としてはルイビル国際空港やシンシナティ・ノーザンケンタッキー国際空港も利用可能な距離にある。
市の南を州間高速道路64号線が東西に走っている。I-64はセントルイスとバージニア州を結ぶ高速道路で、ケンタッキー州内においては州の最大都市ルイビルとレキシントンを結ぶ重要な道路である。
フランクフォートにはグレイハウンドのバスは停車しない。レキシントンに同社のバスターミナルがあり、そこからルイビルやシンシナティをはじめとする各都市へのバスを利用することになる。また、アムトラックの駅もない。

## 教育
- ケンタッキー州立大学

## ギャラリー

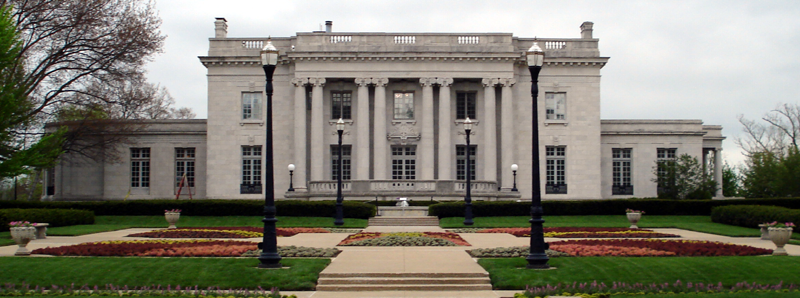
ケンタッキー州知事公邸
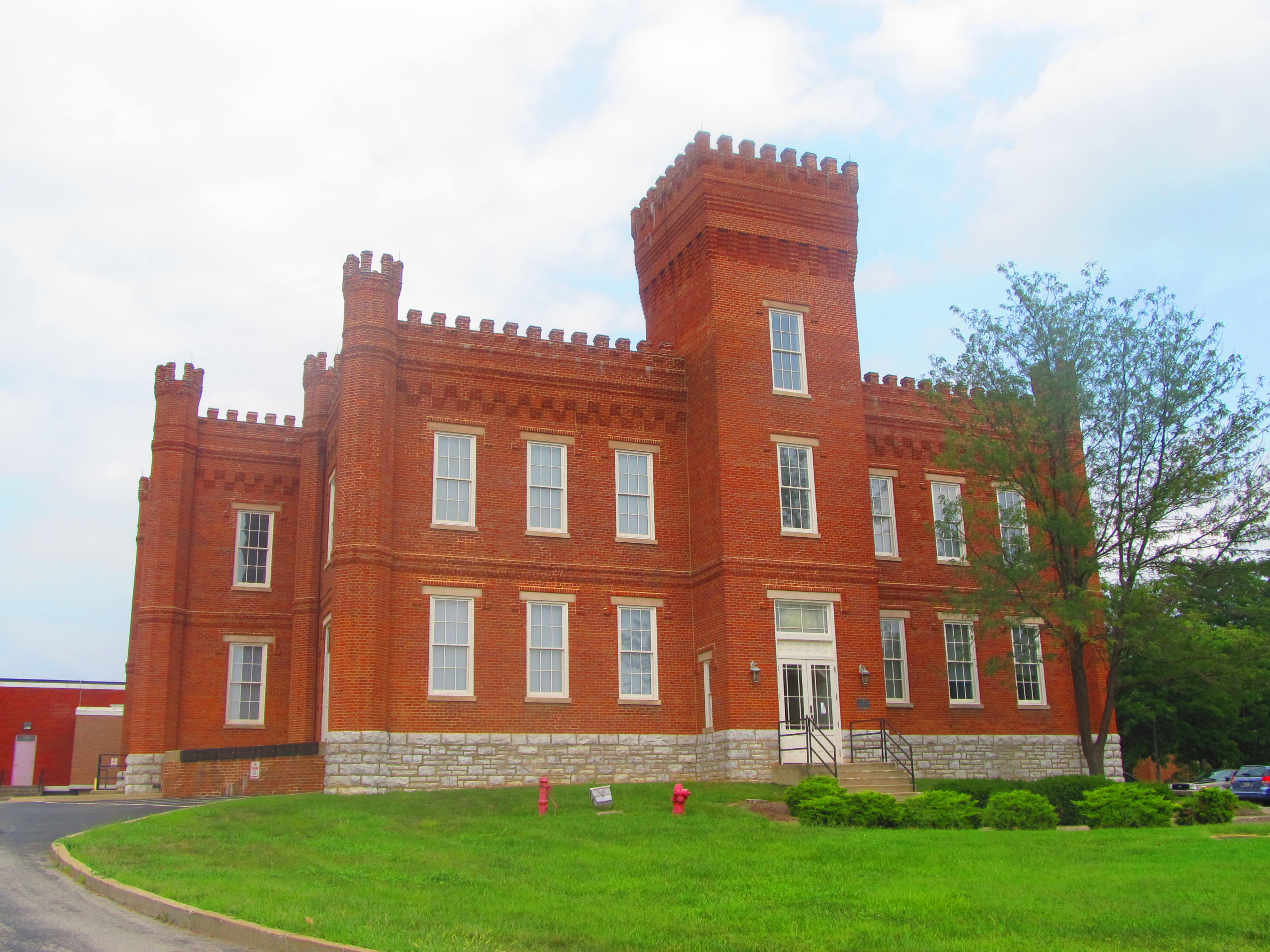
ケンタッキー州立大学　ジャクソンホール
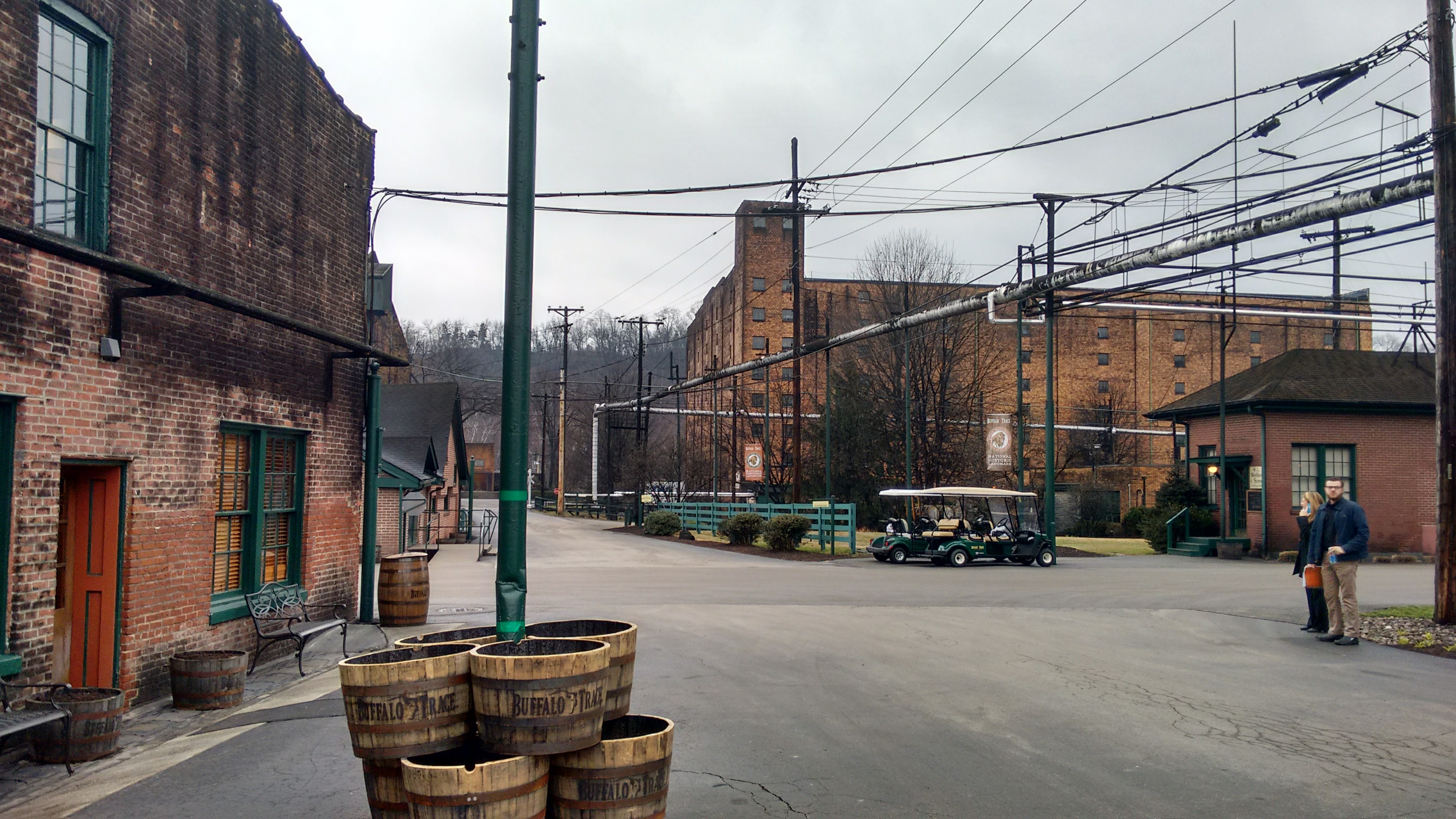
バファロー・トレース醸造所

## 人口動勢

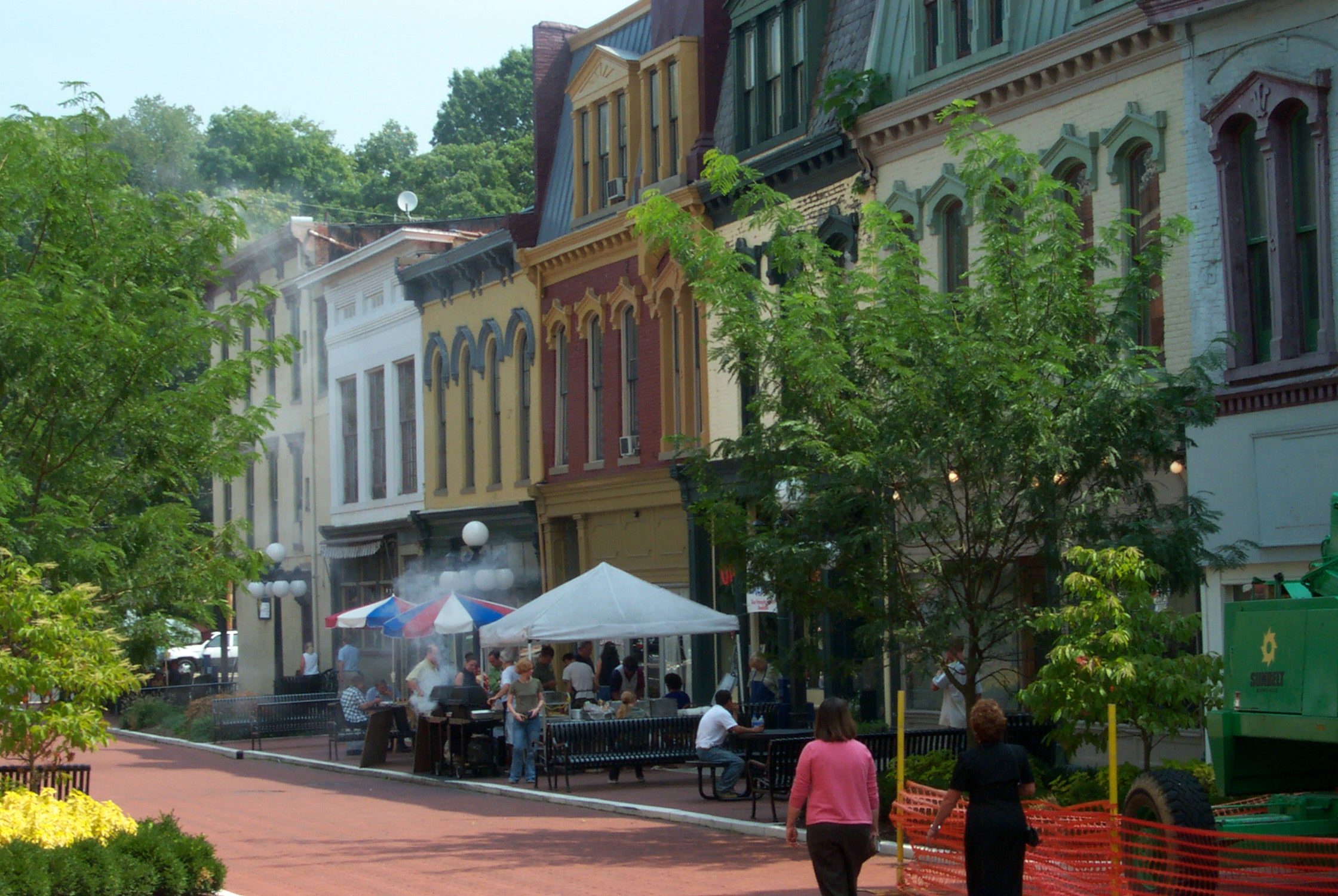
ダウンタウン

以下は2000年国勢調査における人口統計データである。
| 基礎データ - 人口: 27,741人 - 世帯数: 12,314世帯 - 家族数: 6,945家族 - 人口密度: 727.1人/km²（1,883.2人/mi²） - 住居数: 13,422軒 - 住居密度: 351.8軒/km²（911.2軒/mi²） 人種別人口構成 - 白人: 81.84% - アフリカン・アメリカン: 14.70% - ネイティブ・アメリカン: 0.13% - アジア人: 0.94% - 太平洋諸島系: 0.03% - その他の人種: 0.77% - 混血: 1.60% - ヒスパニック・ラテン系: 1.48% | 年齢別人口構成 - 18歳未満: 21.6% - 18-24歳: 11.7% - 25-44歳: 30.3% - 45-64歳: 22.4% - 65歳以上: 14.0% - 年齢の中央値: 36歳 - 性比（女性100人あたり男性の人口） - 総人口: 91.1 - 18歳以上: 86.2人 |

## 姉妹都市
- サンペドロ・デ・マコリス（ドミニカ共和国）
- 島本町（日本 大阪府）